# Oenothera acaulis
Oenothera acaulis là một loài thực vật có hoa trong họ Anh thảo chiều. Loài này được Cav. mô tả khoa học đầu tiên.

## Hình ảnh

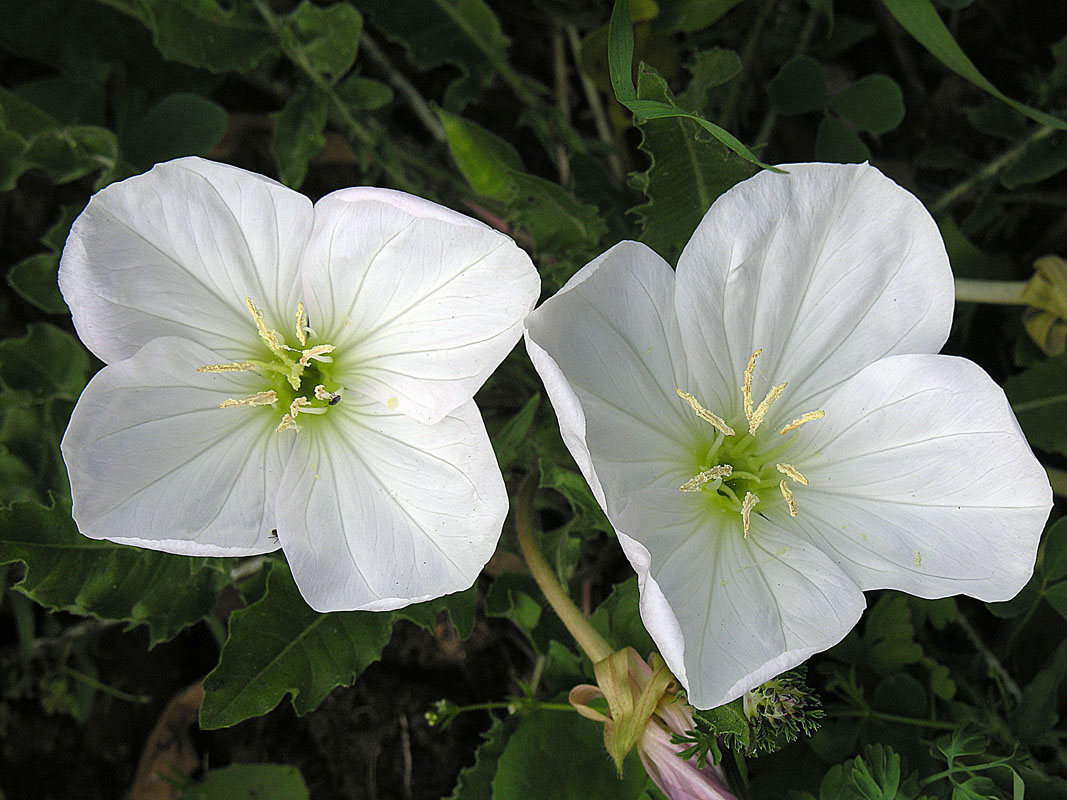